# Єлу Пусувань
Єлу Пусувань (кит.: 耶律普速完; піньїнь: Yēlǜ Pǔsùwán; д/н — 1177) — гурхан Каракитаїв і імператриця-регентша Західного Ляо в 1163—1177 роках.

## Життєпис
Походила з киданської династії Єлу. Донька Єлу Даші, гурхана Каракитаїв і імператора Західного Ляо, й Сяо Табуянь. Після смерті брата Єлу Їлі стала регентшею при малолітньому небожеві Чжулху. Невдовзі її оголосили гурханом Каракитайського ханства під ім'ям Чентянь. В цей час (за іншими відомостями 1161 року) вийшла заміж за уйгура Сяо Долубу. Невдовзі після отримання влади Пусувань надала чоловікові титул дунбін-вана (князь — Вмиротворювач Сходу).
1165 року за її наказом Масуд II, правитель Західнокараханідського ханства, сплюндрував Балх і Андхой, що знаходилися під владою огузів. 1169 року здійснили напад на Хорезм. 1170 року війна продовжилася. 1171 року війська каракитаїв та їх васалів завдали поразки хорезмійському війську. 1172 році каракитайське військо спробувало захопити ворожу столицю Гургендж, але хорезмшах Іл-Арслан наказав відкрити греблі, внаслідок чого значні площі було затоплено.
Невдовзі сам Іл-Арслан помер, внаслідок чого почалася війна між його синами Текішем і Султан-шахом. Текіш втік до двору гурханши Єлу Пусувань. Водночас Муайїд Ай-Аба, емір Хорасану, визнав зверхність Каракитайського ханства. Імператриця 1174 року відправила свого чоловіка на чолі війська, який завдав поразки султан-шахові, поставивши на трон Хорезму Текіша. Останній визнав зверхність Каракитаїв й зобов'язався сплачувати данину.
1175 року було відправлено 50-тисячне військо на чолі із Ербузом підкорити племена найманів на чолі із Інанч-ханом. Втім похід завершився невдало. 1177 року імператриця наказала вбити свого чоловіка, оскільки бажала вийти заміж за свого коханця Пузуцзі-шалі, молодшого брата чоловіка. Втім батько загиблого Сяо Валіла оточив палац імператриці, після чого її разом з коханцем було вбито. Новим гурханом і імператором став Єлу Чжулху, небіж загиблої.